# Ternana Calcio 2021-2022
Questa voce raccoglie le informazioni riguardanti la Ternana Calcio nelle competizioni ufficiali della stagione 2021-2022.

## Stagione
La stagione 2021-2022 è per la Ternana la 29ª partecipazione alla seconda serie del Campionato italiano di calcio. I rossoverdi hanno sostenuto la prima parte del ritiro precampionato nel Centro di preparazione olimpica del Coni di Tirrenia, frazione di Pisa, dall'8 al 24 luglio 2021. Il 26 luglio si sono trasferiti ad Acquasparta.
Affidate a Cristiano Lucarelli le fere raccolgono 23 punti nel girone di andata, chiuso appena sopra la zona Play-off. Nel girone di ritorno fanno molto meglio, ottenendo 31 punti, un passo da Play-off, non raggiunti con i 54 punti finali, proprio per la partenza di torneo rallentata. Miglior marcatore dei rossoverdi Alfredo Donnarumma che firma 14 reti in campionato ed 1 in Coppa Italia. In Coppa Italia gli umbri partono dal turno preliminare, che superano vincendo (4-3) ai rigori con l'Avellino, dopo che la gara è terminata (1-1), nel secondo turno la Ternana ottiene una clamorosa vittoria (4-5) a Bologna, nel terzo turno perde (3-1) a Venezia.

## Organigramma societario
Area direttiva
- Presidente: Stefano Bandecchi
- Vice presidente: Paolo Tagliavento
- Club manager: Carlo Mammarella[2]

Area sanitaria
- Responsabile: Dr. Michele Martella
- Medici sociali: Dr. Carmelo Gentile, Dr. Massimo Francucci, Dr.ssa Alessandra Favoriti
- Responsabile fisioterapisti: Valerio Caroli

Area organizzativa
- Segretari: Vanessa Fenili, Francesca Caffarelli
- Team manager: Mattia Stante

Area comunicazione
- Ufficio stampa: Lorenzo Modestino

Area marketing
- Ufficio marketing: Agnese Passoni, Sergio Salvati

Area tecnica
- Direttore sportivo: Luca Leone
- Allenatore: Cristiano Lucarelli
- Allenatore in seconda: Richiard Vanigli
- Collaboratore tecnico: Ivan Francesco Alfonso
- Preparatore/i atletico/i: Alberto Bartali, Luca Coletti, Luca Casali
- Preparatore dei portieri: Pietro Spinosa

## Divise e sponsor
Lo sponsor principale per la stagione 2021-2022 è l'Università degli Studi "Niccolò Cusano", mentre lo sponsor tecnico è Macron.
| Casa | Trasferta | Trasferta |

## Rosa
| N. |                      | Ruolo | Calciatore        |
| -- | -------------------- | ----- | ----------------- |
| 1  | Italia (bandiera)    | P     | Antony Iannarilli |
| 3  | Italia (bandiera)    | D     | Alessandro Celli  |
| 4  | Senegal (bandiera)   | D     | Ndir Mame Ass     |
| 5  | Italia (bandiera)    | C     | Antonio Palumbo   |
| 6  | Croazia (bandiera)   | D     | Ivan Kontek       |
| 7  | Italia (bandiera)    | C     | Federico Furlan   |
| 8  | Italia (bandiera)    | C     | Mattia Proietti   |
| 9  | Italia (bandiera)    | A     | Simone Mazzocchi  |
| 11 | Italia (bandiera)    | A     | Christian Capone  |
| 12 | Italia (bandiera)    | P     | Tommaso Vitali    |
| 13 | Francia (bandiera)   | D     | Modibo Diakité    |
| 15 | Danimarca (bandiera) | D     | Frederik Sørensen |
| 17 | Uruguay (bandiera)   | C     | César Falletti    |
| 18 | Italia (bandiera)    | A     | Pietro Rovaglia   |
| 19 | Italia (bandiera)    | D     | Marco Capuano     |
| 20 | Italia (bandiera)    | C     | Fabrizio Paghera  |
| 21 | Italia (bandiera)    | C     | Anthony Partipilo |
| 22 | Lituania (bandiera)  | P     | Titas Krapikas    |

| N. |                     | Ruolo | Calciatore                |
| -- | ------------------- | ----- | ------------------------- |
| 23 | Italia (bandiera)   | D     | Luca Ghiringhelli         |
| 24 | Italia (bandiera)   | C     | Diego Peralta             |
| 25 | Italia (bandiera)   | C     | Marino Defendi (capitano) |
| 26 | Croazia (bandiera)  | D     | Luka Bogdan               |
| 28 | Italia (bandiera)   | C     | Aniello Salzano           |
| 29 | Francia (bandiera)  | D     | Salim Diakité             |
| 32 | Italia (bandiera)   | A     | Stefano Pettinari         |
| 33 | Italia (bandiera)   | P     | Angelo Casadei            |
| 34 | Italia (bandiera)   | C     | Davide Agazzi             |
| 35 | Italia (bandiera)   | C     | Gian Marco Nesta          |
| 37 | Italia (bandiera)   | A     | Gioacchino Niosi          |
| 42 | Slovenia (bandiera) | D     | Matija Boben              |
| 70 | Italia (bandiera)   | C     | Gabriele Capanni          |
| 80 | Grecia (bandiera)   | C     | Ilias Koutsoupias         |
| 87 | Italia (bandiera)   | D     | Bruno Martella            |
| 88 | Italia (bandiera)   | C     | Leonardo Mazza            |
| 99 | Italia (bandiera)   | A     | Alfredo Donnarumma        |

## Calciomercato

### Sessione estiva
| Acquisti | Acquisti           | Acquisti     | Acquisti   |
| R.       | Nome               | da           | Modalità   |
| -------- | ------------------ | ------------ | ---------- |
| D        | Luca Ghiringhelli  | Cittadella   | definitivo |
| D        | Frederik Sørensen  | Pescara      | definitivo |
| D        | Salim Diakité      | Teramo       | definitivo |
| C        | Davide Agazzi      | L.R. Vicenza | definitivo |
| C        | Gabriele Capanni   | Milan        | prestito   |
| A        | Stefano Pettinari  | Lecce        | definitivo |
| A        | Simone Mazzocchi   | Atalanta     | prestito   |
| A        | Christian Capone   | Atalanta     | prestito   |
| A        | Alfredo Donnarumma | Brescia      | prestito   |
| A        | Pietro Rovaglia    | Chievo       | definitivo |

| Cessioni | Cessioni           | Cessioni    | Cessioni      |
| R.       | Nome               | a           | Modalità      |
| -------- | ------------------ | ----------- | ------------- |
| D        | Carlo Mammarella   |             | ritiro        |
| D        | Emanuele Suagher   | Feralpisalò | definitivo    |
| D        | Federico Mazzarani | Pro Sesto   | prestito      |
| D        | Paolo Frascatore   | Pescara     | definitivo    |
| C        | Filippo Damian     | Messina     | prestito      |
| A        | Guido Marilungo    | Pescara     | prestito      |
| A        | Alexis Ferrante    | Foggia      | prestito      |
| A        | Filip Raičević     | Livorno     | fine prestito |

### Altre operazioni
| Acquisti | Acquisti | Acquisti | Acquisti |
| R.       | Nome     | da       | Modalità |
| -------- | -------- | -------- | -------- |

| Cessioni | Cessioni        | Cessioni | Cessioni |
| R.       | Nome            | a        | Modalità |
| -------- | --------------- | -------- | -------- |
| A        | Pietro Rovaglia | Fermana  | prestito |

### Sessione invernale(dal 03/01 al 31/01)
| Acquisti         | Acquisti         | Acquisti         | Acquisti         |
| R.               | Nome             | da               | Modalità         |
| Altre operazioni | Altre operazioni | Altre operazioni | Altre operazioni |
| ---------------- | ---------------- | ---------------- | ---------------- |
| A                | Pietro Rovaglia  | Fermana          | fine prestito    |
| D                | Luka Bogdan      | Salernitana      | prestito         |
| R.               | Nome             | da               | Modalità         |

| Cessioni         | Cessioni         | Cessioni | Cessioni   |
| R.               | Nome             | a        | Modalità   |
| ---------------- | ---------------- | -------- | ---------- |
| A                | Gian Marco Nesta | Lecco    | definitivo |
| Altre operazioni |                  |          |            |
| R.               | Nome             | a        | Modalità   |

## Risultati

### Serie B

#### Girone di andata
| Arbitro: | Miele (Nola) |

|  |           |                       |
|  | Marcatori | 29’ (rig.), 39’ Bajić |

| Arbitro: | Di Martino (Teramo) |

|                                          |           |                            |
| Ménez 50’ Gălăbinov 65’ (rig.) Rivas 69’ | Marcatori | 42’ Falletti 79’ Mazzocchi |

| Arbitro: | Maresca (Napoli) |

|                          |           |                                                     |
| A. Donnarumma 30’ (rig.) | Marcatori | 9’ De Vitis 32’ (aut.) Sørensen 57’ Lucca 84’ Cohen |

| Arbitro: | Zufferli (Udine) |

|              |           |              |
| Dany Mota 5’ | Marcatori | 90+5’ Capone |

| Arbitro: | Serra (Torino) |

|                                          |           |                |
| Sørensen 66’ M. Defendi 75’ Falletti 87’ | Marcatori | 76’ Benedyczak |

| Arbitro: | Marcenaro (Genova) |

|              |           |  |
| Martella 26’ | Marcatori |  |

| Arbitro: | Cosso (Reggio Calabria) |

|                                |           |  |
| Zanimacchia 44’ Di Carmine 73’ | Marcatori |  |

| Arbitro: | Minelli (Varese) |

|             |           |                                     |
| Falasco 78’ | Marcatori | 10’ A. Donnarumma 13’, 69’ Falletti |

| Arbitro: | Volpi (Arezzo) |

|                                                       |           |  |
| Palumbo 30’ Partipilo 40’, 66’ A. Donnarumma 56’, 73’ | Marcatori |  |

| Arbitro: | Colombo (Como) |

|                                               |           |               |
| Ghiringhelli 3’ (aut.) G. Gori 8’ Millico 64’ | Marcatori | 23’ Mazzocchi |

| Arbitro: | Abisso (Palermo) |

|              |           |                           |
| Falletti 76’ | Marcatori | 16’ Vignali 52’ La Gumina |

| Arbitro: | Camplone (Pescara) |

|  |           |                        |
|  | Marcatori | 15’, 42’ A. Donnarumma |

| Arbitro: | Piccinini (Forlì) |

|               |           |          |
| Partipilo 64’ | Marcatori | 23’ Vita |

| Arbitro: | Paterna (Teramo) |

|                                          |           |                                              |
| Majer 11’ Strefezza 43’ Boben 58’ (aut.) | Marcatori | 10’ Falletti 56’ A. Donnarumma 72’ Partipilo |

| Arbitro: | Serra (Torino) |

|              |           |  |
| Falletti 11’ | Marcatori |  |

| Arbitro: | Cosso (Reggio Calabria) |

|                 |           |               |
| Charpentier 17’ | Marcatori | 51’ Pettinari |

| Arbitro: | Meraviglia (Pistoia) |

|  |           |                          |
|  | Marcatori | 23’, 42’ (rig.) Lapadula |

| Arbitro: | Guida (Torre Annunziata) |

|           |           |               |
| Kouan 30’ | Marcatori | 47’ Pettinari |

| Arbitro: | Marini (Roma) |

|                            |           |                                                      |
| Falletti 57’ Peralta 90+4’ | Marcatori | 20’, 23’ Maistro 42’ (rig.) Caligara 75’ Baschirotto |

#### Girone di ritorno
| Arbitro: | Dionisi (L'Aquila) |

|              |           |              |
| Jagiełło 35’ | Marcatori | 12’ Sørensen |

| Arbitro: | Andrea Colombo (Como) |

|                           |           |  |
| Pettinari 13’ Palumbo 16’ | Marcatori |  |

| Pisa 22 gennaio 2022, ore 14:00 CET 22ª giornata | Pisa              | 0 – 0 referto | Ternana | Stadio Arena Garibaldi-Romeo Anconetani (4 446 spett.)\| Arbitro: \| Ghersini (Genova) \| |
| Arbitro:                                         | Ghersini (Genova) |               |         |                                                                                           |

| Arbitro: | Meraviglia (Pistoia) |

|  |           |                   |
|  | Marcatori | 38’ (rig.) Valoti |

| Arbitro: | Minelli (Varese) |

|                         |           |                                              |
| Cobbaut 16’ Vázquez 22’ | Marcatori | 4’ A. Donnarumma 11’ Partipilo 58’ Pettinari |

| Arbitro: | Paterna (Teramo) |

|                                                               |           |               |
| Melchiorri 15’ Mancosu 36’ (rig.) Vido 62’, 90+2’ Da Riva 83’ | Marcatori | 75’ Partipilo |

| Arbitro: | Giua (Olbia) |

|               |           |                      |
| Mazzocchi 62’ | Marcatori | 59’ Báez 80’ Gaetano |

| Arbitro: | Ghersini (Genova) |

|               |           |  |
| Pettinari 48’ | Marcatori |  |

| Arbitro: | Sacchi (Macerata) |

|                             |           |                   |
| Diaw 7’, 27’ Teodorczyk 45’ | Marcatori | 55’ A. Donnarumma |

| Arbitro: | Baroni (Firenze) |

|                                   |           |  |
| Koutsoupias 27’ A. Donnarumma 41’ | Marcatori |  |

| Arbitro: | Cosso (Reggio Calabria) |

|               |           |                    |
| La Gumina 37’ | Marcatori | 68’ (rig.) Salzano |

| Arbitro: | Abbattista (Molfetta) |

|                                        |           |  |
| Celli 11’ Mazzocchi 79’ Martella 90+1’ | Marcatori |  |

| Arbitro: | Miele (Nola) |

|                |           |                          |
| Tavernelli 90’ | Marcatori | 37’, 90+4’ A. Donnarumma |

| Arbitro: | Marcenaro (Genova) |

|            |           |                                                 |
| Bogdan 44’ | Marcatori | 5’ Coda 20’ Strefezza 78’ Di Mariano 86’ Ragusa |

| Arbitro: | Abbattista (Molfetta) |

|            |           |                              |
| Golemić 6’ | Marcatori | 28’ Partipilo 76’ M. Defendi |

| Arbitro: | Robilotta (Sala Consilina) |

|                                                           |           |                                                                |
| Proietti 21’ Minelli 27’ (aut.) Palumbo 47’ Pettinari 77’ | Marcatori | 10’ Rohdén 37’ (aut.) Bogdan 64’ Gatti 90+6’ (rig.) Novakovich |

| Arbitro: | Baroni (Firenze) |

|           |           |                                 |
| Barba 45’ | Marcatori | 49’ A. Donnarumma 84’ Partipilo |

| Arbitro: | Massa (Imperia) |

|                   |           |  |
| A. Donnarumma 36’ | Marcatori |  |

| Arbitro: | Maggioni (Lecco) |

|                                             |           |               |
| Tsadjout 6’, 19’, 60’ M. Defendi 63’ (aut.) | Marcatori | 46’ Partipilo |

### Coppa Italia

#### Turni eliminatori
| Arbitro: | Baroni (Firenze) |

|                                                   |                      |                                                    |
| Falletti 62’                                      | Marcatori            | 25’ D'Angelo                                       |
| Paghera Capone Pettinari Mazzocchi Salzano Furlan | Tiri di rigore 5 – 4 | Plescia Aloi Tito A. De Francesco Maniero A. Rizzo |

| Arbitro: | Zufferli (Udine) |

|                                                              |           |                                                                  |
| Domínguez 38’ Arnautović 56’ Soriano 58’ Orsolini 76’ (rig.) | Marcatori | 6’ Agazzi 21’ A. Donnarumma 40’, 54’ Peralta 50’ (rig.) Falletti |

| Arbitro: | Minelli (Varese) |

|                                   |           |               |
| Heymans 49’ Črnigoj 66’ Forte 81’ | Marcatori | 53’ Pettinari |

## Statistiche

### Statistiche di squadra
Statistiche aggiornate al 6 maggio 2022
| Competizione | Punti | In casa | In casa | In casa | In casa | In casa | In casa | In trasferta | In trasferta | In trasferta | In trasferta | In trasferta | In trasferta | Totale | Totale | Totale | Totale | Totale | Totale | DR |
| Competizione | Punti | G       | V       | N       | P       | Gf      | Gs      | G            | V            | N            | P            | Gf           | Gs           | G      | V      | N      | P      | Gf     | Gs     | DR |
| ------------ | ----- | ------- | ------- | ------- | ------- | ------- | ------- | ------------ | ------------ | ------------ | ------------ | ------------ | ------------ | ------ | ------ | ------ | ------ | ------ | ------ | -- |
| Serie B      | 54    | 19      | 9       | 2       | 8       | 30      | 27      | 19           | 6            | 7            | 6            | 28           | 34           | 38     | 15     | 9      | 14     | 58     | 61     | -3 |
| Coppa Italia | 4     | 1       | 0       | 1       | 0       | 1       | 1       | 2            | 1            | 0            | 1            | 6            | 7            | 3      | 1      | 1      | 1      | 7      | 8      | -1 |
| Totale       | 58    | 20      | 9       | 3       | 8       | 31      | 28      | 21           | 7            | 7            | 7            | 34           | 41           | 41     | 16     | 10     | 15     | 65     | 69     | -4 |

### Andamento in campionato
| Giornata  | 1  | 2  | 3  | 4  | 5  | 6  | 7  | 8  | 9  | 10 | 11 | 12 | 13 | 14 | 15 | 16 | 17 | 18 | 19 | 20 | 21 | 22 | 23 | 24 | 25 | 26 | 27 | 28 | 29 | 30 | 31 | 32 | 33 | 34 | 35 | 36 | 37 | 38 |
| --------- | -- | -- | -- | -- | -- | -- | -- | -- | -- | -- | -- | -- | -- | -- | -- | -- | -- | -- | -- | -- | -- | -- | -- | -- | -- | -- | -- | -- | -- | -- | -- | -- | -- | -- | -- | -- | -- | -- |
| Luogo     | C  | T  | C  | T  | C  | C  | T  | T  | C  | T  | C  | T  | C  | T  | C  | T  | C  | T  | C  | T  | C  | T  | C  | T  | T  | C  | C  | T  | C  | T  | C  | T  | C  | T  | C  | T  | C  | T  |
| Risultato | P  | P  | P  | N  | V  | V  | P  | V  | V  | P  | P  | V  | N  | N  | V  | N  | P  | N  | P  | N  | V  | N  | P  | V  | P  | P  | V  | P  | V  | N  | V  | V  | P  | V  | N  | V  | V  | P  |
| Posizione | 19 | 17 | 19 | 17 | 16 | 15 | 15 | 14 | 10 | 12 | 16 | 13 | 13 | 13 | 13 | 11 | 12 | 12 | 13 | 13 | 12 | 13 | 14 | 13 | 13 | 14 | 13 | 14 | 12 | 13 | 12 | 11 | 13 | 11 | 11 | 10 | 10 | 10 |

Fonte:  Classifiche, su legab.it.
Legenda:

Luogo: C = Casa; T = Trasferta. Risultato: V = Vittoria; N = Pareggio; P = Sconfitta.

### Statistiche dei giocatori
I giocatori in corsivo ed in grassetto sono stati ceduti a stagione in corso.
| Giocatore       | Serie C  | Serie C | Serie C     | Serie C    | Coppa Italia | Coppa Italia | Coppa Italia | Coppa Italia | Totale   | Totale | Totale      | Totale     |
| Giocatore       | Presenze | Reti    | Ammonizioni | Espulsioni | Presenze     | Reti         | Ammonizioni  | Espulsioni   | Presenze | Reti   | Ammonizioni | Espulsioni |
| --------------- | -------- | ------- | ----------- | ---------- | ------------ | ------------ | ------------ | ------------ | -------- | ------ | ----------- | ---------- |
| D. Agazzi       | 2        | 0       | 1           | 0          | 2            | 1            | 0            | 0            | 4        | 1      | 1           | 0          |
| G. Argento      | 0        | 0       | 0           | 0          | 0            | 0            | 0            | 0            | 0        | 0      | 0           | 0          |
| D. Bergamelli   | 0        | 0       | 0           | 0          | 0            | 0            | 0            | 0            | 0        | 0      | 0           | 0          |
| M. Boben        | 3        | 0       | 1           | 0          | 2            | 0            | 0            | 0            | 5        | 0      | 1           | 0          |
| G. Capanni      | 0        | 0       | 0           | 0          | 0            | 0            | 0            | 0            | 0        | 0      | 0           | 0          |
| C. Capone       | 0        | 0       | 0           | 0          | 1            | 0            | 0            | 0            | 1        | 0      | 0           | 0          |
| A. Casadei      | 0        | 0       | 0           | 0          | 0            | 0            | 0            | 0            | 0        | 0      | 0           | 0          |
| A. Celli        | 1        | 0       | 0           | 2          | 0            | 1            | 0            | 0            | 1        | 1      | 0           | 2          |
| M. Defendi      | 2        | 0       | 0           | 0          | 1            | 0            | 0            | 0            | 3        | 0      | 0           | 0          |
| M. Diakité      | 0        | 0       | 0           | 0          | 0            | 0            | 0            | 0            | 0        | 0      | 0           | 0          |
| S. Diakite      | 0        | 0       | 0           | 0          | 0            | 0            | 0            | 0            | 0        | 0      | 0           | 0          |
| A. Donnarumma   | 3        | 1       | 0           | 0          | 1            | 1            | 0            | 0            | 4        | 2      | 0           | 0          |
| C. Falletti     | 3        | 1       | 1           | 0          | 2            | 2            | 0            | 0            | 5        | 3      | 1           | 0          |
| F. Furlan       | 3        | 0       | 0           | 0          | 2            | 0            | 0            | 0            | 5        | 0      | 0           | 0          |
| L. Ghiringhelli | 3        | 0       | 1           | 0          | 2            | 0            | 1            | 0            | 5        | 0      | 2           | 0          |
| A. Iannarilli   | 3        | -9      | 0           | 0          | 2            | -5           | 1            | 0            | 5        | -14    | 1           | 0          |
| I. Kontek       | 1        | 0       | 0           | 0          | 1            | 0            | 2            | 1            | 2        | 0      | 2           | 1          |
| N. Mame Ass     | 0        | 0       | 0           | 0          | 0            | 0            | 0            | 0            | 0        | 0      | 0           | 0          |
| B. Martella     | 1        | 0       | 0           | 0          | 0            | 0            | 0            | 0            | 1        | 0      | 0           | 0          |
| S. Mazzocchi    | 3        | 1       | 0           | 0          | 1            | 0            | 0            | 0            | 4        | 1      | 0           | 0          |
| G.M. Niosi      | 0        | 0       | 0           | 0          | 0            | 0            | 0            | 0            | 0        | 0      | 0           | 0          |
| G. Niosi        | 0        | 0       | 0           | 0          | 0            | 0            | 0            | 0            | 0        | 0      | 0           | 0          |
| G. Onesti       | 0        | 0       | 0           | 0          | 0            | 0            | 0            | 0            | 0        | 0      | 0           | 0          |
| A. Palumbo      | 3        | 0       | 0           | 0          | 1            | 0            | 0            | 0            | 4        | 0      | 0           | 0          |
| F. Paghera      | 3        | 0       | 0           | 0          | 2            | 0            | 1            | 0            | 5        | 0      | 1           | 0          |
| F. Partipilo    | 1        | 0       | 0           | 0          | 0            | 0            | 0            | 0            | 1        | 0      | 0           | 0          |
| D. Peralta      | 3        | 0       | 0           | 0          | 2            | 2            | 0            | 0            | 5        | 2      | 0           | 0          |
| S. Pettinari    | 3        | 0       | 0           | 0          | 2            | 0            | 0            | 0            | 5        | 0      | 0           | 0          |
| M. Proietti     | 2        | 0       | 0           | 0          | 2            | 0            | 1            | 0            | 4        | 0      | 1           | 0          |
| M. Russo        | 0        | 0       | 0           | 0          | 0            | 0            | 0            | 0            | 0        | 0      | 0           | 0          |
| A. Salzano      | 3        | 0       | 0           | 0          | 2            | 0            | 1            | 0            | 5        | 0      | 1           | 0          |
| F. Sørensen     | 2        | 0       | 1           | 0          | 1            | 0            | 1            | 0            | 3        | 0      | 2           | 0          |
| G. Torromino    | 0        | 0       | 0           | 0          | 1            | 0            | 0            | 0            | 1        | 0      | 0           | 0          |
| D. Vantaggiato  | 0        | 0       | 0           | 0          | 1            | 0            | 0            | 0            | 1        | 0      | 0           | 0          |
| T. Vitali       | 0        | 0       | 0           | 0          | 0            | 0            | 0            | 0            | 0        | 0      | 0           | 0          |

## Giovanili

### Organigramma
Area direttiva
- Responsabile settore giovanile: Silvio Paolucci
- Responsabile tecnico: Stefano Furlan
- Responsabile scuola calcio: Luciano Marini

Under-16
- Allenatore: Luigi Viola
- Allenatore in seconda: Marco Ciarimboli
- Preparatore atletico: Corrado De Luca
- Preparatore dei portieri: Alberto Raggi

Primavera
- Allenatore: Ferruccio Mariani
- Allenatore in seconda: Daniel Schiavi
- Preparatore atletico: Roberto Stefanelli
- Preparatore dei portieri: Alessio De Angelis

Under-15
- Allenatore: Marco Schenardi
- Allenatore in seconda: Francesco Felli
- Preparatore atletico: Riccardo Massi
- Preparatore dei portieri: Giulio Di Antonio

Under-17
- Allenatore: Mirko Pagliarini
- Allenatore in seconda: Jacopo Rosati
- Preparatore atletico: Corrado De Luca
- Preparatore dei portieri: Alberto Raggi

Under-14 Pro
- Allenatore: Goffredo Carocci
- Allenatore in seconda: Marco Ciarimboli
- Preparatore atletico: Luca Casali
- Preparatore dei portieri: Giulio Di Antonio